# Teracotona irregularis
Teracotona irregularis là một loài bướm đêm thuộc phân họ Arctiinae, họ Erebidae.